# Розенталь, Марк Моисеевич
Марк Моисе́евич Розента́ль (19 февраля 1906, с. Устье, Подольская губерния, Российская империя —  2 февраля 1975, Москва, СССР) — советский философ, специалист в области диалектической логики, социальной философии и истории отечественной философии. Доктор философских наук (1946), профессор (1940).

## Биография
Работал на Могилёвском сахарном заводе. Член КПСС с 1925 г. В 1933 году окончил Институт красной профессуры. Был ответственным редактором журнала «Литературный критик», работал главным редактором Госполитиздата, руководил кафедрой диалектического и исторического материализма ВПШ при ЦК ВКП(б).
Во время Великой Отечественной войны — заместитель заведующего отделом агитации и пропаганды Свердловского обкома партии. Пострадал во время антисемитских преследований под лозунгом «борьбы с космополитизмом».
Заместитель главного редактора журнала «Вопросы философии» (1953—1958). С 1966 года — заведующий сектором диалектического материализма Института философии АН СССР. Автор ряда публикаций, посвящённых выяснению роли диалектики в общей системе философских знаний. Внёс вклад в разработку теории диалектики. 
Работа «Материалистическая диалектика» (1937) была переведена на китайский язык. В 1955 году в Пекине вышел в переводе на китайский язык «Краткий философский словарь» под редакцией М. Розенталя и П. Юдина.
Как отмечал В. А. Вазюлин, М. М. Розенталь, вероятно, оказал влияние на Эвальда Ильенкова. По формулировке канд. филос. наук А. П. Сегала, Ильенков "прошел свой путь исследователя, приняв эстафету от М.М. Розенталя".
Награждён орденом Трудового Красного Знамени и медалями.

## Сочинения
- Против вульгарной социологии в литературной теории. М., 1936.
- Материалистическая диалектика. [М.], 1937. — 122 с.
- Вопросы эстетики Плеханова. М., 1939.
- Краткий философский словарь. Под ред. М. Розенталя и П. Юдина. Несколько изданий 1939—1940 гг.[4]
- Краткий философский словарь. Под ред. М. Розенталя и П. Юдина. Изд. 2-е, доп. М., 1941.
- Лицо и маска фашизма. ОГИЗ-Свердлгиз., 1942. — 120 с.
- Краткий философский словарь. Под ред. М. Розенталя и П. Юдина. Издание третье, переработанное и дополненное. М., 1952. — 614 с.
- Марксистский диалектический метод. М., 1947. — 387 с.
- Философские взгляды Н. Г. Чернышевского. М., 1948. — 312 с.
- Марксистский диалектический метод. М., 1952. — 348 с.
- Вопросы диалектики в «Капитале» Маркса. М., 1955. — 424 с.
- Категории материалистической диалектики. Под редакцией М. М. Розенталя и Г. М. Штракса. М., 1957. — 390 с. (Редактор и соавтор.)
- Принципы диалектической логики. М., 1960.
- Философский словарь М., 1963 (редактор и соавтор).
- Диалектика «Капитала» Маркса. 2-е изд., доп. и перераб. М.: Мысль, 1967. — 592 с.
- Диалектика «Капитала» К. Маркса. Москва, 2010. Сер. Размышления о марксизме (Изд. 3-е)
- Ленин как философ. М., 1969.
- Ленинская диалектика сегодня. М., 1970
- Диалектика познания и современная наука. М., Мысль, 1973. — 247 с.
- Диалектика ленинского исследования империализма и революции. М.,1976.